# Gertrude Courtenay, Marchioness of Exeter
Gertrude Courtenay (* vor 1504; † 1558), geborene Blount, war eine englische Adlige und Freundin der Königin Katharina von Aragón. Als Ehefrau des Henry Courtenay, 1. Marquess of Exeter, dem Cousin des Königs Heinrich VIII. und Verwandte der königlichen Mätresse Elizabeth Blount genoss Gertrude zunächst die Gunst des Königs, fiel aber aufgrund ihrer Unterstützung für Katharina von Aragón und deren Tochter Maria in Ungnade. Ihr Ehemann wurde im Zuge der Exeter-Verschwörung als Verräter hingerichtet, Gertrude selbst verbrachte einige Zeit als Gefangene im Tower of London. Nach der Thronbesteigung Marias als Königin von England wurde Gertrude rehabilitiert und als enge Vertraute zurück an den Hof geholt. Ihre Versuche, ihren Sohn Edward Courtenay, 1. Earl of Devon mit der Königin zu verheiraten, blieben jedoch erfolglos.

## Leben

### Jugend
Gertrude war die Tochter des William Blount, 4. Baron Mountjoy und seiner ersten Ehefrau Elizabeth Say. Ihr genaues Geburtsdatum ist unbekannt, sie wird aber für Blounts ältestes Kind gehalten. Ihre Mutter starb zu einem unbestimmten Zeitpunkt vor dem 21. Juli 1506 und ihr Vater heiratete daraufhin im Juli 1509 Inez de Venegas, eine Hofdame aus dem Gefolge der neuen Königin Katharina von Aragón. Er diente der Königin ab 1512 als Kammerherr. Seine zweite Ehe blieb kinderlos und nach Inez’ Tod folgte eine weitere Eheschließung mit Alice Keble um ca. 1515, aus der Gertrudes Halbgeschwister Charles und Catherine hervorgingen. Die vierte und letzte Ehe ihres Vaters mit Dorothy Grey brachte Gertrudes Halbgeschwister John, Dorothy und Mary hervor.

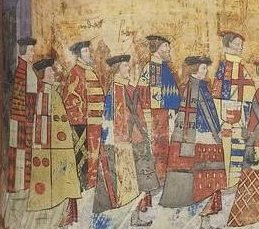
Gertrudes Ehemann Henry Courtenay (2.v.l.) als Ritter des Hosenbandordens

Am 25. Oktober 1519 heiratete Gertrude Henry Courtenay, Earl of Devon, den Cousin und engen Freund des Königs Heinrich VIII. Möglicherweise war diese prestigeträchtige Ehe Heinrichs Art, die Familie Blount zu belohnen, denn Gertrudes Vater war mit dem König befreundet. Obendrein hatte nur wenige Monate vorher Gertrudes entfernte Verwandte, Heinrichs Mätresse Elizabeth Blount, dem König einen Sohn geboren, Henry Fitzroy. Obwohl Katharina von Aragón die Geburt dieses unehelichen Sohnes als Schlag ins Gesicht empfand, scheint das Verhältnis zu Elizabeth Blounts entfernten Verwandten nach wie vor gut gewesen zu sein, denn Gertrude wurde schnell ihre Freundin und Vertraute.
Als Countess of Devon war Gertrude bei Hofe sehr angesehen und nahm teil an verschiedenen höfischen Aktivitäten. Beim großen Treffen zwischen Heinrich VIII. und dem französischen König Franz I. im Camp du Drap d’Or im Jahr 1520 gehörte Gertrude zu den Ehrendamen Katharina von Aragóns. 1522 nahm Gertrude gemeinsam mit Heinrichs Schwester Mary Tudor und den Schwestern Anne und Mary Boleyn an der Maskerade Angriff auf Château Vert teil, wo sie die Tugend Ehre verkörperte. Ihr Mann Henry wurde 1525 schließlich zum Marquess of Exeter erhoben. Fortan war Gertrude bekannt unter ihrem Höflichkeitstitel Marchioness of Exeter und wurde somit Teil des höchsten Adels des Landes. Ein Jahr später wurde ihr einziger, überlebender Sohn Edward Courtenay geboren. Im Jahr 1527 gehörte Gertrude zu den Damen in einer prachtvollen Maskerade für die Botschafter des französischen Königs, der als potentieller Ehemann für Prinzessin Maria gehandelt wurde. Zu diesem Zeitpunkt war die Prinzessin elf Jahre alt und Gertrude führte sie an der Hand aus einer eigens aufgebauten Höhle aus Goldbrokat zum Tanz.

### Unterstützung Prinzessin Marias
Das Verhältnis der Courtenays zu Heinrich verschlechterte sich drastisch, als der König sich in Anne Boleyn verliebte und eine Annullierung der Ehe mit Katharina anstrebte. Zwar unterzeichnete Henry Courtenay aus politischen Gründen die Petition des Königs an den Papst, die Ehe aufzulösen, doch er und Gertrude hatten wenig Sympathien für Anne Boleyns Verbündete Thomas Cromwell und Thomas Cranmer. Gertrude entwickelte ein starkes Interesse für die Visionen der Nonne Elizabeth Barton und besuchte sie verkleidet in Kent. Sie brachte sie schließlich sogar als Gast in ihr Haus West Horsley in Surrey, wo die Nonne in Trance fiel. Ihre unverhüllten Drohungen gegen Heinrich wurden Barton jedoch zum Verhängnis und im Jahr 1534 wurde sie als Verräterin hingerichtet. Im Zuge der Ermittlungen gegen sie wurde auch Gertrude vorgeladen und befragt, sie kam jedoch ungeschoren davon.

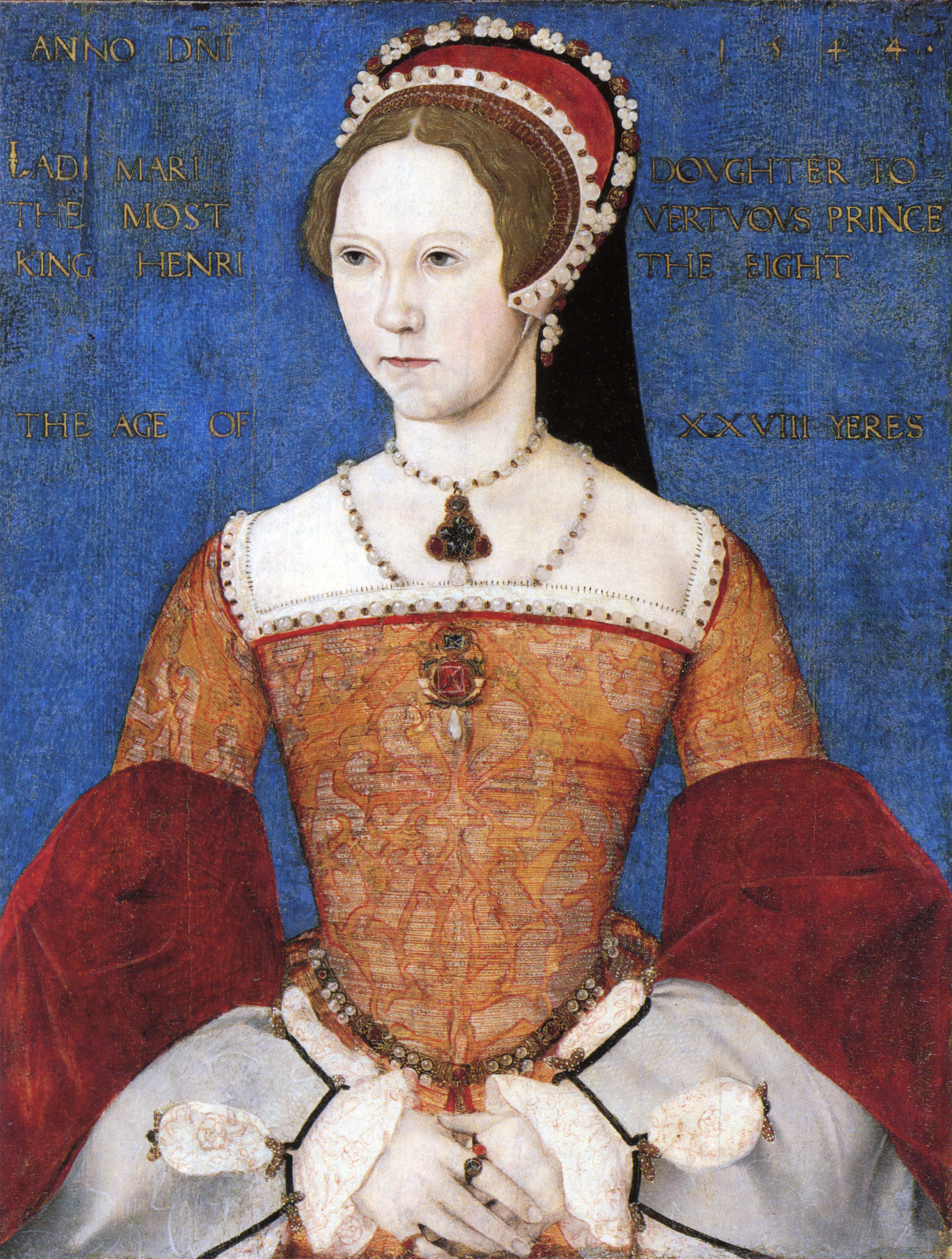
Prinzessin Maria, Freundin von Gertrude Courtenay

Gertrude blieb mit Prinzessin Maria und Katharina in Kontakt und sandte der verstoßenen Königin regelmäßig Geschenke. Der spanische Botschafter Eustace Chapuys nannte sie am 10. September 1533 „den einzigen Trost der Königin und Prinzessin“. Heinrich hatte inzwischen am 25. Januar 1533 Anne Boleyn geheiratet und am 7. September gebar sie ihm eine Tochter, Prinzessin Elisabeth. Zu ihrer Taufe wurde Gertrude Courtenay als eine von mehreren Patinnen bestimmt. Obwohl sie nach eigenen Angaben „wirklich nichts damit zu tun haben wollte“, war Gertrude gezwungen, den Schein aufrechtzuerhalten, „um den König nicht zu verärgern“. Dazu gehörte auch, dem Kind ein teures Taufgeschenk zu machen, in Gertrudes Fall drei gravierte, versilberte Schalen. Der Historiker Eric Ives vermutet hinter ihrer Ernennung eine bewusste Demütigung der Verbündeten Katharinas.
Gemeinsam mit ihrem Mann versorgte Gertrude Chapuys mit pikanten Informationen über die königliche Ehe. So berichteten sie ihm zu Beginn des Jahres 1536, dass Heinrich einem engen Freund anvertraut hatte, dass er an Anne zweifelte. Angeblich hatte der König gesagt, er hätte „diese Ehe geschlossen, weil er durch Hexerei verführt wurde und betrachte sie aus diesem Grund als nichtig.“ Die Ursache für Heinrichs Zweifel war einmal mehr das Fehlen eines Sohnes, für den König ein Zeichen, dass Gott seine Ehe missbilligte. Durch ihre Verbindungen zum konservativen Adel, wie Sir Nicholas Carew, Henry Pole, Lord Montagu und Sir Edward Neville, wurde Gertrude eine einflussreiche Verbündete Jane Seymours. In ihr sahen sie und ihre Freunde die Möglichkeit, Anne Boleyn zu entmachten und Prinzessin Maria wieder in die Thronfolge einzugliedern.
Während Heinrich Jane Seymour den Hof machte, berichtete Gertrude Chapuys regelmäßig die neusten Entwicklungen. Als Jane ein Geldgeschenk des Königs mit dem Hinweis auf ihre Ehre zurückwies, konnte Gertrude Chapuys berichten: „Heinrichs Liebe und Begehren nahmen auf wunderbare Weise zu.“ Sie und ihr Ehemann sicherten sich Chapuys Hilfe darin, den König zu passenden Gelegenheiten auf die Unrechtmäßigkeit seiner zweiten Ehe hinzuweisen. Nach Annes Tod hofften Gertrude und ihre Freunde auf eine Verbesserung von Marias Lage, doch stattdessen zwang Heinrich seine Tochter, ihre eigene Illegitimität offiziell anzuerkennen, ein harter Schlag für ihre Verbündeten. In dieser Zeit bediente Gertrude Heinrich und Jane Seymour bei Tisch, indem sie ihnen Wasser zum Händewaschen brachte. Im Oktober 1537 brachte Jane Seymour den langersehnten Thronfolger Eduard zur Welt und zu seiner Taufe trug Gertrude ihn zum Taufbecken. Nur wenig später starb Jane Seymour und Gertrude übernahm anstelle von Maria einige Pflichten bei den anfänglichen Trauerfeierlichkeiten, da die Prinzessin zu erschüttert über den Tod ihrer wohlwollenden Stiefmutter war.

### In Ungnade
Im Jahr 1538 holte Cromwell zum Schlag gegen den konservativen Adel aus. Anfang November wurden Henry und Gertrude Courtenay verhaftet und mitsamt ihrem kleinen Sohn im Tower of London inhaftiert. Grund hierfür war ihre angebliche Verschwörung, die beinhaltete, Heinrich zu töten und Maria mit ihrem entfernten Verwandten Reginald Pole zu verheiraten. Gemeinsam mit ihnen wurden auch Sir Edward Neville und Mitglieder der Familie Pole verhaftet, darunter Henry Pole, Lord Montagu und seine betagte Mutter Margaret Pole, 8. Countess of Salisbury. Im Tower wurde Gertrude diversen Verhören unterzogen. Unter anderem kam ihre Verbindung zu Elizabeth Barton erneut ans Licht, obwohl Gertrude versuchte diese herunterzuspielen. Sie leugnete, jemals an Bartons Prophezeiungen geglaubt zu haben und berief sich auf die damals akzeptierte Schwäche des weiblichen Geschlechts. So schrieb sie in einem Brief an den König vom 30. November: „Ich bin eine Frau, deren Zerbrechlichkeit so groß ist, dass sie mühelos und leichtfertig zu Missstand und Leichtgläubigkeit verführt wird.“
Auch erzählte sie während der Verhöre, ihr Mitgefangener Edward Neville hätte sich in Prophezeiung versucht. Es galt als Hochverrat, den Tod eines Monarchen vorauszusehen, weshalb Hellseherei sich bereits an der Grenze zum Verrat bewegte. Es ist möglich, dass Gertrude auf diese Weise versuchte, ihre eigene Familie zu schützen, doch ihre Versuche waren vergeblich. Am 9. Dezember wurde Henry Courtenay wegen Hochverrats hingerichtet. Am 31. Dezember 1538 wurde schließlich auch Nicholas Carew verhaftet. Angeblich war in Gertrudes Besitztümern ein Brief gefunden worden, der ihn als Henry Courtenays Mitverschwörer brandmarkte. Am 8. März 1539 wurde er ebenfalls hingerichtet. Gertrude blieb insgesamt 18 Monate in Haft und im Juli 1539 wurden ihre Besitztümer wegen Verrats von der Krone konfisziert. Ihr Sohn Edward blieb bis zu seinem 27. Lebensjahr im Tower inhaftiert.

### Unter Maria I.

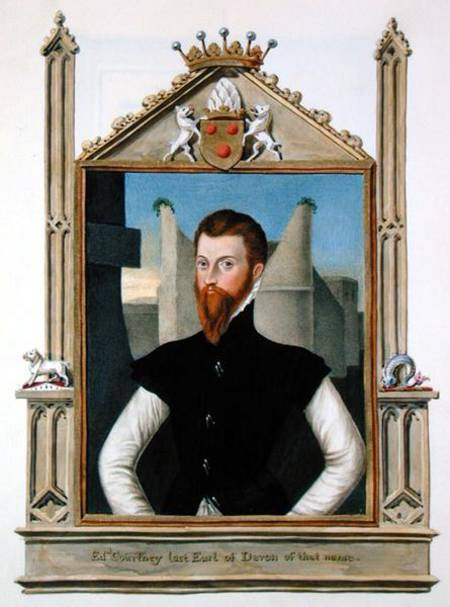
Gertrudes Sohn Edward Courtenay von Sarah Malden, Countess of Essex

Über Gertrudes Leben nach ihrer Entlassung aus dem Tower ist nicht viel bekannt. Erst als Prinzessin Maria ihrem Bruder Eduard auf den Thron nachfolgte, tauchte Gertrude wieder in den offiziellen Aufzeichnungen und im öffentlichen Leben auf. Als Maria am 3. August 1553 triumphierend in London einzog, ritt Gertrude in ihrem Gefolge gemeinsam mit Prinzessin Elisabeth und Elizabeth Howard, Duchess of Norfolk.
Am Tower angekommen wurde Gertrude Zeugin, wie die Königin ihrem nun erwachsenen Sohn Edward Courtenay die Freiheit schenkte, indem sie ihn zeremoniell küsste und ihn, gemeinsam mit anderen Gefangenen, zu „ihren Gefangenen“ erklärte. Zehn Tage später nahmen Mutter und Sohn gemeinsam an einem katholischen Gottesdienst in St. Paul’s Cross teil, einer Kanzel unter freiem Himmel, wo sich heute St Paul’s Cathedral befindet. Allerdings brach ein Tumult in der Menge aus, als der Kaplan Gilbert Bourne Edmund Bonners jahrelange Gefangenschaft beklagte, die Bonner aufgrund eines Gottesdienstes an ebendieser Stelle erlitten hatte. Als die Menge handgreiflich wurde, brachten Gertrude, ihr Sohn Edward und Bonner Bourne vor dem Mob in Sicherheit.
Sie gehörte nach wie vor zu Marias engsten Freunden und schlief bisweilen im selben Bett wie sie, eine übliche Praxis der damaligen Zeit und ein Zeichen von Marias Vertrauen. Ihr Einfluss auf die Königin war so bekannt, dass Jane Dudley, Ehefrau des John Dudley, 1. Duke of Northumberland nach der Verhaftung ihres Mannes Lady Anne Paget bat, mit Gertrude zu sprechen. Sie hoffte, Gertrude könnte die Königin milder stimmen, jedoch vergeblich. Allerdings gibt es Hinweise darauf, dass Gertrude eine Rolle dabei spielte, das Leben William Parrs zu retten, Bruder der verstorbenen Königin Catherine Parr und Marquess of Northampton, der Dudley unterstützt hatte. Zu Marias Krönung hatte Gertrude eine Ehrenposition inne und ritt direkt neben der Sänfte der Königin, in Begleitung Elizabeth Howards und den Ehefrauen des 19. Earl of Arundel und des Sir William Paulet.
Nachdem Maria gekrönt war, kam rasch die Frage nach einem potentiellen Ehemann für sie auf. Als vielversprechender Kandidat wurde neben dem spanischen Prinzen Philipp auch Edward Courtenay betrachtet und Gertrude unterstützte ihren Sohn nach Kräften. Der französische Botschafter De Noailles hörte sogar Gerüchte, dass Gertrude in ihrer Kammer ein langes Treffen mit Courtenay und der Königin arrangiert hätte, allerdings stellten sie sich als falsch heraus. Als klar wurde, dass Maria sich mit dem Gedanken trug, Philipp zu heiraten, versuchte Gertrude sich und ihrem Sohn die Unterstützung von William Herbert, 1. Earl of Pembroke zu sichern. Doch Maria ließ sich nicht umstimmen und heiratete allen Widerständen zum Trotz am 25. Juli 1554 Philipp. Edward Courtenay, frustriert in seinen Ambitionen, ließ sich in die Wyatt-Verschwörung verwickeln, woraufhin er im Februar 1554 erneut inhaftiert und seine Mutter vom Hof verbannt wurde.

### Letzte Jahre und Tod
Erst im Jahr 1555 wurde es Gertrude erlaubt, an den Hof zurückzukehren und der Königin wieder in der Privy Chamber zu dienen. Ihr Sohn war mittlerweile wieder frei und zu einer Reise auf den Kontinent aufgebrochen. Mutter und Sohn standen im Briefwechsel und fünf Briefe Gertrudes an ihn sind erhalten geblieben. In ihnen ermahnt sie ihren Sohn, Sünden zu vermeiden und ihr öfter zu schreiben. Auch erwähnt sie mehrere lukrative Geschäfte, die sie abschloss und von denen Edward profitieren sollte, „wenn du dich mir gegenüber so verhältst, wie Gott und natürliche Veranlagung es verlangen“. In ihrem letzten Brief an ihn am 8. November 1555 klagte Gertrude über Koliken und Nierensteine und fürchtete Edwards Rückkehr nicht mehr zu erleben.
Am 18. September 1556 starb Edward unter mysteriösen Umständen in Padua. Am 25. September setzte Gertrude ihr Testament auf. Darin verfügte sie, dass zu ihrer Beerdigung ein Grabgesang und mehrere Messen stattfinden sollten. Auch sollten Almosen an die Armen ausgegeben werden, damit diese für ihre Seele und die ihres Mannes beteten. Nur wenig später starb sie. Ihr Testamentsvollstrecker war Anthony Harvey, der bereits Henry Courtenay gedient hatte. Sie wurde in Wimborne Minster beigesetzt, wo ihr Grabmal noch heute besichtigt werden kann.

## Nachkommen
Aus der Ehe mit Henry Courtenay gingen zwei Kinder hervor:
- Henry Courtenay, als Kind verstorben
- Edward Courtenay, 1. Earl of Devon (1526–1556)